# Перстач прутяний
{{#ifeq:0|0|{{#if:Potentilla virgata|{{#if:|[[]}}|[[]]}}}}
Перстач прутяний (Potentilla virgata) — вид квіткових рослин родини трояндових (Rosaceae).

## Біоморфологічна характеристика
Це трав'яниста багаторічна рослина. Квітконосні стебла прямовисні чи висхідні, або низькі й розлогі, сильно розгалужені від основи, 15–60 см заввишки, разом із листковими ніжками волосисті. Прикореневі листки 5–20 см разом з ніжками; листкова пластинка пальчасто 3–5-листочкова; листочки адаксіально зелені, видовжено-ланцетні або обернено-яйцювато-ланцетні, 1.5–10 × 1–2 см, абаксіально щільно біло запушені, притиснуто ворсинчасті на жилках, адаксіально щільно притиснуто ворсинчасті, іноді голі, верхівка гостра або загострена. Суцвіття нещільно мало чи багатоквіткове. Квітки 0.8–1 см. Пелюстки жовті, обернено-яйцеподібні, трохи довші або майже вдвічі довші за чашолистки, верхівка вирізана або закруглена. Сім'янки складчасті.

## Поширення
Зростає в Азії від Казахстану до північного сходу Китаю.
Це західносибірський вид, занесений в Україну; вперше відмічений І. І. Мойсієнком [MOISIENKO, 1998] в околицях м. Херсона.